# Flatøy (Fidjar)
Ne doit pas être confondu avec Flatøy.
Flatøy est une île norvégienne dans le comté de Hordaland. Elle appartient administrativement à Fitjar.

## Géographie
Rocheuse et couverte d'une légère végétation, à fleur d'eau, elle s'étend sur environ 510 m de longueur pour une largeur approximative de 266 m. L'île compte plusieurs bâtiments dont des habitations et divers quais d’amarrage.  